# Satjendorf
Satjendorf ist ein im Norden Wagriens gelegenes holsteinisches Dorf.

## Geografie
Das Dorf ist ein Ortsteil der im nordöstlichen Teil des Kreises Plön gelegenen Gemeinde Panker. Die Ortschaft befindet sich etwa neun Kilometer nordnordwestlich von Lütjenburg – in dem die Amtsverwaltung der Gemeinde Panker ihren Sitz hat – und liegt auf einer Höhe von 28 m ü. NHN.

## Verkehr
Der Anschluss an das öffentliche Straßenverkehrsnetz wird durch die Landesstraßen L 165 und L 259 hergestellt, die ein wenig südlich und östlich an der Ortschaft vorbeiführen.